# Literature Translation Institute of Korea
Il Literature Translation Institute of Korea (한국문학번역원?, Hanguk munhak beon-yeog-wonLR, anche LTI Korea) è un'organizzazione sudcoreana il cui scopo è la promozione della letteratura coreana nel mondo. Venne fondata nel 1996 dal governo sudcoreano con il nome di Korean Literature Translation Fund, per poi assumere quello di Literature Translation Institute of Korea nel 2001. 

## Storia
Il primo presidente del Korean Literature Translation Fund, nato per volere del governo della Repubblica di Corea nel 1996, fu Moon Sang-deuk, che si impegnò nell'incentivare lo studio della produzione letteraria coreana all'estero. Nel 2001, con il nuovo presidente Park Hwan-duk, cambiò il suo nominativo a Istituto e istituì anche premiazioni per gli aspiranti traduttori. Programmi di formazione per figure professionali di traduttori e festival nacquero qualche anno dopo. Dal 2014, grazie i legami dell'associazione con le università nel mondo attive nel campo degli studi di coreanistica, sponsorizza workshop di traduzione.

## Operato
L'istituto finanzia diversi programmi per promuovere la conoscenza della letteratura coreana all'estero, come quello che offre alle case editrici straniere i mezzi per sostenere la traduzione e la pubblicazione. Fornisce inoltre informazioni sulla letteratura coreana e le sue pubblicazioni nel mercato estero dell'editoria. 
Dal 2008 pubblica Korea Literature Now (KLN), una rivista letteraria trimestrale che tratta diversi generi, dalle poesie ai romanzi, fino a interviste, recensioni di libri e saggi.
Sempre nel 2008 venne aperta l'Accademia di Traduzione, che organizza corsi di formazione nel campo della traduzione letteraria coreana e delle relative risorse mediatiche.